# (13046) Aliev
(13046) Aliev est un astéroïde de la ceinture principale.

## Description
(13046) Aliev est un astéroïde de la ceinture principale. Il fut découvert le 31 août 1990 à Naoutchnyï par Lioudmila Jouravliova. Il présente une orbite caractérisée par un demi-grand axe de 2,55 UA, une excentricité de 0,26 et une inclinaison de 3,0° par rapport à l'écliptique.

## Compléments